# Prix de journalisme Metin-Göktepe

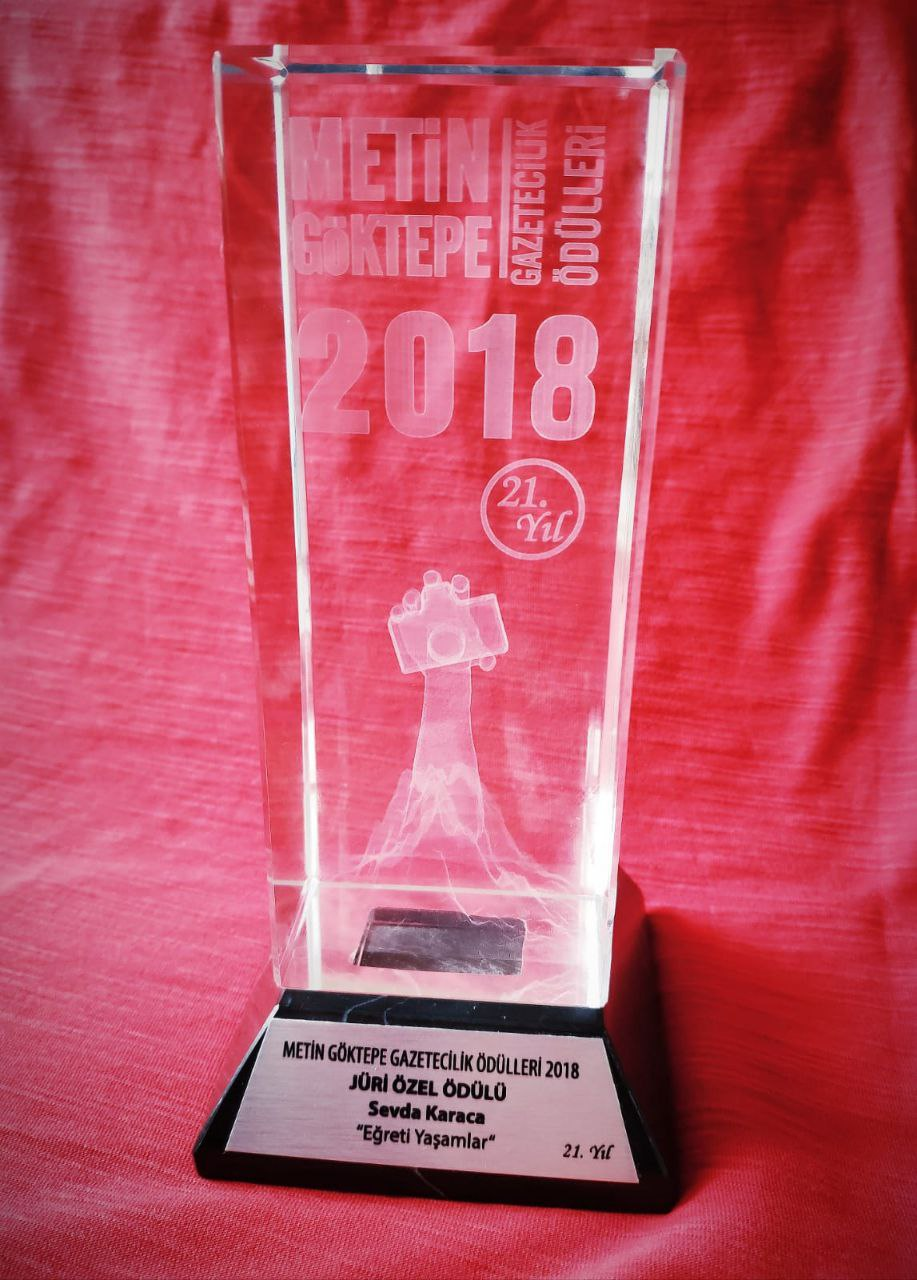

Le prix de journalisme Metin Göktepe est un prix créé en 1998 en hommage à Metin Göktepe, journaliste du quotidien turc Evrensel tué en 1996 par la police turque lors d'une garde à vue Ce prix est remis aux journalistes qui perpétuent l'intégrité de la profession en résistant aux pressions et aux obstacles.

## Récipiendaires
- 2015 : Zehra Dogan, pour son travail sur les femmes yézidis réduites en esclavage par l'État islamique[3].